# Rodrigo Castro Echevería
Rodrigo Castro Echevería (* 1937  ) ist ein ehemaliger costa-ricanischer Tourismusmanager und Diplomat.

## Leben
Rodrigo Castro Echevería ist der Sohn von María Cristina Echeverría Jiménez und Miguel Ángel Castro Gutiérrez. Zu seinen Vorfahren gehört Vicente Aguilar Cubero. Rodrigo Castro Echevería ist mit Ana Cristina Villafranca verheiratet; ihre Tochter ist Milagro Castro Villafranca. 
Am 1. Oktober 1990 erhielt er Exequatur als Generalkonsul in New Orleans.
Vom 9. November 1998 bis 2002 war er Botschafter in Kingston (Jamaika) und ab 1999 in Port-au-Prince (Haiti) und Nassau (Bahamas) akkreditiert.